# Kamenica (Sokolovac)
Kamenica je naselje u Hrvatskoj u sastavu općine Sokolovca. Nalazi se u Koprivničko-križevačkoj županiji. 

## Zemljopis
Zapadno je Paunovac, sjeverozapadno su Velika Mučna i Reka, sjeverno je Koprivnica, sjeveroistočno je Starigrad, Draganovec i Bakovčica, istočno je Jagnjedovec, jugoistočno su Gornji Mosti i Gornja Velika, južno su Hudovljani, jugozapadno Peščenik, Brđani Sokolovački i Gornji Maslarac.

## Stanovništvo
| broj stanovnika |       |       |       |       |       |       |       |       | 194   | 200   | 202   | 118   | 82    | 43    | 26    | 17    | 9     |
|                 | 1857. | 1869. | 1880. | 1890. | 1900. | 1910. | 1921. | 1931. | 1948. | 1953. | 1961. | 1971. | 1981. | 1991. | 2001. | 2011. | 2021. |